# Numero ordinale
Un numero ordinale è genericamente un'entità che si colloca naturalmente in un insieme omogeneo munito di una relazione d'ordine ampiamente riconosciuta come canonica; gli ordinali vengono usati per questa loro caratteristica per associarli biunivocamente ad altre entità per formare un elenco ordinato, cioè un insieme discreto totalmente ordinato. Tipicamente si usano come ordinali i numeri interi positivi 1, 2, 3, ecc.
Si possono usare come elementi ordinali anche entità come le lettere di un alfabeto, attribuendo loro l'ordine tradizionale chiamato, per l'appunto, ordine alfabetico. Questo però è evidentemente non composto da numeri.
Più semplicemente, nel linguaggio comune, i  numeri ordinali si utilizzano per indicare una particolare posizione in una serie di elementi, per esempio:
Il mio amico è arrivato per primo,
Il calciatore ha fatto goal al tredicesimo minuto.
In grammatica, si intende come ordinale la versione ordinale del numero intero positivo corrispondente: per esempio primo è l'ordinale del numero uno, secondo è l'ordinale del numero due, ecc.
Ad eccezione dei primi 10 numeri, che hanno una denominazione propria, per trasformare un numero cardinale in numero ordinale basta togliere l'ultima lettera e aggiungere:
|           | Femminile | Maschile |
| Singolare | -esima    | -esimo   |
| Plurale   | -esime    | -esimi   |

La caduta della vocale finale del cardinale non avviene per quei numeri terminanti con -tré, perché l'ultima vocale è accentata: ventitré + -esimo --> ventitreesimo, quarantatreesimo. Non avviene, inoltre, per i composti con sei: ventisei + -esimo  →  ventiseiesimo.
Una forma ormai abbastanza desueta prevede di modificare in ordinale ogni componente di un numero composto da più cifre, come:
16 = 10 + 6  →  decimo sesto;
23 = 20 + 3 →  vigesimo terzo.
Tale forma era usata soprattutto per l'enumerazione di sovrani e papi.
I numeri ordinali vengono normalmente scritti con il suffisso º oppure ª (elemento maschile o femminile). Spesso gli ordinali vengono rappresentati dalla scrittura dei corrispondenti interi positivi secondo la numerazione romana: Ⅰ, Ⅱ, Ⅲ, Ⅳ, eccetera.
Si osserva che per talune considerazioni matematiche e nella programmazione mediante linguaggi procedurali come il linguaggio C, come ordinali si usano gli interi naturali a partire da 0. Con questa scelta, il primo oggetto di un elenco è associato al numero 0, il secondo a 1, ..., l'n-esimo al numero n - 1. Gergalmente viene utilizzato il termine "zeresimo" per indicare l'elemento in posizione 0, e primo, secondo, terzo... per gli elementi in posizione 1, 2, 3... Più chiaramente, sono utilizzate le diciture "l'elemento di indice 0", "l'elemento di indice 1", eccetera. Questo accade per i componenti di alcune successioni e per le componenti degli array monodimensionali.
Sempre nelle considerazioni matematiche o in programmazione, è frequente la resa in forma ordinale di variabili intere per indicare un passo generico: ad esempio, come sinonimo di "dopo k passi" si usa ampiamente "al k-esimo passo" ("kappesimo" o "kappaesimo"), se la variabile è chiamata k, altrimenti i-esimo, j-esimo eccetera... Lo stesso avviene nelle forme composte:
- come sinonimo di "dopo k+1 passi" (per indicare il passo successivo al k-esimo) è utilizzato "al (k+1)-esimo passo" ("kappa più uno esimo passo");
- come sinonimo di "dopo j-1 passi" (per indicare il passo precedente al j-esimo) è utilizzato "al (j-1)-esimo passo" ("j meno uno esimo passo");
- come sinonimo di "dopo 2i passi" (per indicare il doppio di i passi) è utilizzato "al (2i)-esimo passo" ("due i esimo").

In generale, si aggiunge il suffisso -esimo anche agli indici letterali o composizione degli stessi.
È prassi chiamare il primo giorno di ogni mese con il corrispondente numero ordinale (primo gennaio, primo febbraio, primo marzo... oppure primo di gennaio, primo di febbraio, primo di marzo...) e non con il cardinale (uno gennaio, uno febbraio, uno marzo...) differentemente dagli altri giorni: si dice "quattro gennaio" invece di "quarto gennaio" o "quarto di gennaio".
Questa dicitura si traduce nel sopraccitato uso del º, ma di norma questo avviene solo per la scrittura in forma estesa di una data: 1º gennaio 2025 è corretto, mentre in forma ridotta si opterà per 1/1/2025 o 01/01/2025. La scrittura della data in formato digitale non prevede comunque in alcun caso l'utilizzo dell'indicatore ordinale.
I termini come "ultimo", "penultimo", eccetera sono sostantivi o aggettivi (dipende dall'uso) ma non sono numeri ordinali. Comunque, di questa serie, non si va oltre il "sestultimo". Lo stesso accade per "ennesimo" o "ennesima" per indicare un numero indefinito.
Alcuni esempi di numeri ordinali:
- 0º → zeresimo
- 1º → primo
- 2º → secondo
- 3º → terzo
- 4º → quarto
- 5º → quinto
- 6º → sesto
- 7º → settimo
- 8º → ottavo
- 9º → nono
- 10º → decimo
- 11º → undicesimo
- 12º → dodicesimo
- 13º → tredicesimo
- 14º → quattordicesimo
- 15º → quindicesimo
- 16º → sedicesimo
- 17º → diciassettesimo
- 18º → diciottesimo
- 19º → diciannovesimo
- 20º → ventesimo
- 21º → ventunesimo
- 22º → ventiduesimo
- 23º → ventitreesimo
- 24º → ventiquattresimo
- 25º → venticinquesimo
- 26º → ventiseiesimo
- 27º → ventisettesimo
- 28º → ventottesimo
- 29º → ventinovesimo
- 30º → trentesimo
- 40º → quarantesimo
- 50º → cinquantesimo
- 60º → sessantesimo
- 70º → settantesimo
- 80º → ottantesimo
- 90º → novantesimo
- 100º → centesimo
- 101º → centunesimo
- 102º → centoduesimo
- 200º → duecentesimo
- 300º → trecentesimo
- 400º → quattrocentesimo
- 456º → quattrocentocinquantaseiesimo
- 500º → cinquecentesimo
- 600º → seicentesimo
- 700º → settecentesimo
- 800º → ottocentesimo
- 900º → novecentesimo
- 1000º → millesimo
- 2000º → duemillesimo
- 1.000.000º → milionesimo
- 123.456.789º → centoventitremilioniquattrocentocinquantaseimilasettecentottantanovesimo
- 1.000.000.000º → miliardesimo